# Ekon
Ekon es un grupo de Mondragón (Guipúzcoa, País Vasco, España) que estuvo en activo desde 1994 hasta 2009.
En 2009 el grupo vuelve a unirse y a tocar de nuevo.
Formación en el año 2009
- J.Sang - Vocalista.
- Íñigo - Bajo y coros.
- Xabi - Guitarra rítmica.
- Yago - Guitarra solista.
- Heloy - Batería.
- Ionny - coros.
- Fatty - DJ.
- Libe - coros.

## Discografía
- Zurrunbilo kaotikoa, Mil A Gritos Records (1998)
- Etnia 2000, Mil A Gritos Records (2000)
- Salatzen dut, Gor Discos (2002)

- Datos: Q8772799